# Список правителей Монгольской империи
В данный список включены правители единой империи (среднемонг. Yeke Mongɣol ulus — Великого Монгольского улуса), включая регентов, кааны-императоры государства Юань и великие ханы государства Северная Юань.

## Великие ханы и регенты Монгольской империи
- Чингисхан — основатель Монгольской империи и её первый великий хан (1206—1227)
  - Толуй — регент Монгольской империи (1227—1229)
- Угэдэй — великий хан Монгольской империи (1229—1241)
  - Дорегене-хатун — регент Монгольской империи (1241—1246)
- Гуюк — великий хан Монгольской империи (1246—1248)
  - Огул-Гаймыш — регент Монгольской империи (1248—1251)
- Мунке — великий хан Монгольской империи (1251—1259)
- Ариг-Буга — регент Монгольской империи (1259—1260); великий хан Монгольской империи (1260—1264), одновременно с Хубилаем
- Хубилай — великий хан Монгольской империи (1260—1271)

Титул великого хана был унаследован правителями государства Юань.

## Императорыгосударства Юань
- Хубилай (Сэцэн-хаган, 1271—1294)
- Тэмур (Олджэйту-хаган, 1294—1307)
- Хайсан (Кулуг-хаган, 1307—1311)
- Аюрбарибада (Буянту-хаган, 1311—1320)
- Шидэбала (Гэгэн-хаган, 1321—1323)
- Есун-Тэмур (Есунтэмур-хаган, 1323—1328)
- Раджапика (Ашидхэв-хаган, 1328)
- Туг-Тэмур (Джаяту-хаган, 1328—1329)
- Хошила (Кутукту-хаган, 1329)
- Туг-Тэмур (Джаяту-хаган, 1328—1332)
- Иринджибал (Ринчинбал-хаган, 1332)
- Тогон-Тэмур (Ухагату-хаган, 1333—1368)

## Великие монгольские ханы государстваСеверная Юань
- Билигту-хан (Аюшридара, 1370—1378)
- Усхал-хан (Тогус-Тэмур, 1378—1388)
- Дзоригту-хан (Есудэр, 1388—1391)
- Энке-хан (1391—1394)
- Элбэг Нигулэсугчи-хан (1394—1399)
- Гун Тэмур-хан (1400—1402)
- Оруг Тэмур-хан (1402—1408)
- Олдзей Тэмур-хан (Пуньяшри, 1408—1412)
- Дэлбэг-хан (1412—1415)
- Ойрадай-хан (1415—1425)
- Адай-хан (1425—1438)
- Тайсун-хан (Тохта-Буга, 1433—1452)
- Агбарджин-джинон (1453)
- Эсэн-тайши — правитель ойратов, не-чингизид (1453—1454)
- Махагургис-хан (Укегту, 1454—1465)
- Молон-хан (1465—1466)
- Мандуул-хан (1475—1478)
- Даян-хан (Бату-Мункэ, 1478—1516)
- Барсболод-джинон — регент (1516)
- Боди-Алаг-хан (1516—1547)

Следующие ханы-преемники Даян-хана непосредственно управляли туменом чахаров, и, хотя они имели формальную власть над остальными монгольскими туменами, не имели реальной власти управлять ими.
- Дарайсун-Годэн-хан (1547—1557)
- Тумэн-Дзасагту-хан (1557—1592)
- Буян-Сэцэн-хан (1592—1603)
- Лигдэн-хан (1604—1634)
- Эджей-хан (1634—1635)

Власть последнего всемогольского хана была ликвидирована империей Цин в свою пользу.

## Монголия в составе Цинской империи
После включения Северной Юань в состав империи Цин вплоть до революции 1911 г. в Монголии правили различные ветви чингизидов:
- Дзасагту-ханы — ветвь старших потомков чингизида Гэрэсэндзэ, сына Даян-хана
- Тушэту-ханы — средняя ветвь потомков Гэрэсэндзэ
- Сэцэн-ханы — младшая ветвь потомков Гэрэсэндзэ
- Алтан-ханы — младшая ветвь Дзасагту-ханов
- Сайн-Нойон-ханы — младшая ветвь Тушэту-ханов

## Монгольская независимая монархия в XX веке
После свержения монархии в Китае Монголия объявила независимую теократическую монархию:
- Богдо-гэгэн Джэбцзун-Дамба-хан (1911—1924)

С 1921 г. монархия приобрела статус ограниченной, в 1924 г. в связи со смертью монарха была провозглашена народная республика.

## Мэнцзян
Правитель государства Мэнцзян:
- Дэ Ван Дэмчигдонров (1935—1945) — чингизид, правитель Внутренней Монголии